# Habropogon spissipes
Habropogon spissipes là một loài ruồi trong họ Asilidae. Habropogon spissipes được Hermann miêu tả năm 1909.